# Dennis G. Peters
Dennis Gail Peters (Los Angeles, 17 de abril de 1937 — Bloomington, 13 de abril de 2020) foi um químico analítico norte-americano. Trabalhou em eletroquímica e foi nomeado Professor Herman T. Briscoe na Universidade de Indiana em 1975. A pesquisa de Peters focou-se no comportamento eletroquímico de compostos orgânicos halogenados. Foi autor de mais de 210 publicações e 5 livros de química analítica.
Morreu de COVID-19 em 13 de abril de 2020 em Bloomington, Indiana, aos 82 anos de idade.